# Smithsonian Astrophysical Observatory
El Smithsonian Astrophysical Observatory (SAO) és una institució d'investigació de l'Institut Smithsonian que té la seu en Cambridge, Massachusetts. Treballa al costat del Harvard College Observatory (HCO), formant el Harvard-Smithsonian Center for Astrophysics (CfA).

## Història
El Smithsonian Astrophysical Observatory es va fundar en 1890 per Samuel Pierpont Langley, un alt càrrec de l'Institut Smithsonian, per estudiar la naturalesa solar. Encara que Langley es recorda com un pioner en el camp de l'aeronàutica, va estudiar astronomia i va ser el primer nord-americà a comprendre l'astrofísica com un camp a part.
En 1955, el Smithsonian Astrophysical Observatory es va traslladar a Cambridge des de Washington, DC per unir-se al Harvard College Observatory i així expandir el seu personal, instal·lacions i abast científic. Fred Whipple, el primer director de l'observatori després de la seva coalició, va iniciar l'establiment d'una xarxa mundial de seguiment de satèl·lits, la qual cosa va posicionar a l'observatori al capdavant de la investigació científica espacial.

### Estacions remotes
El SAO ha sigut operat per un seguit d'estacions remotes.
| Estació                          | Tipus              | Latitud   | Longitud   | Al. (m) | Obert | Tancat | Coordenades                                |
| -------------------------------- | ------------------ | --------- | ---------- | ------- | ----- | ------ | ------------------------------------------ |
| Mount Wilson, Califòrnia         | Solar              | 34° 13′ N | 118° 56′ W | 1737    | 1908  | 1920   | 34° 13′ S, 118° 56′ O / 34.217°S,118.933°O |
| Hump Mountain, Carolina del Nord | Solar              | 36° 8′ N  | 82° 0′ W   | 1500    | 1917  | 1918   | 36° 8′ N, 82° 0′ O / 36.133°N,82.000°O     |
| Calama, Xile                     | Solar              | 22° 28′ S | 68° 56′ W  | 2250    | 1918  | 1920   | 22° 28′ S, 68° 56′ O / 22.467°S,68.933°O   |
| Mount Montezuma, Xile            | Solar              | 22° 40′ S | 68° 56′ W  | 2711    | 1920  | ?      | 22° 40′ S, 68° 56′ O / 22.667°S,68.933°O   |
| Mount Harquahala, Arizona        | Solar              | 33° 48′ N | 113° 20′ W | 1721    | 1920  | 1925   | 33° 48′ N, 113° 20′ O / 33.800°N,113.333°O |
| Table Mountain, Califòrnia       | Solar              | 34° 22′ N | 117° 41′ W | 2286    | 1925  | 1962   | 34° 22′ N, 117° 41′ O / 34.367°N,117.683°O |
| Mount Brukkaros, Namíbia         | Solar              | 25° 52′ S | 17° 48′ E  | 1586    | 1926  | 1931   | 25° 52′ S, 17° 48′ E / 25.867°S,17.800°E   |
| Mount Saint Catherine, Egipte    | Solar              | 28° 31′ N | 33° 56′ E  | 2591    | 1934  | 1937   | 28° 31′ N, 33° 56′ E / 28.517°N,33.933°E   |
| Burro Mountain, Nou Mèxic        | Solar              | 32° 40′ N | 108° 33′ W | 2440    | 1938  | 1946   | 32° 40′ N, 108° 33′ O / 32.667°N,108.550°O |
| Organ Pass, Nou Mèxic            | Seguiment espacial | 32° 25′ N | 253° 27′ E |         |       |        | 32° 25′ N, 106° 33′ O / 32.417°N,106.550°O |
| Olifantsfontein, Sud-àfrica      | Seguiment espacial | 25° 58′ S | 28° 15′ E  |         |       |        | 25° 58′ S, 28° 15′ E / 25.967°S,28.250°E   |
| Woomera, Austràlia               | Seguiment espacial | 31° 06′ S | 136° 46′ E |         |       |        | 31° 06′ S, 136° 46′ E / 31.100°S,136.767°E |
| Cadis, Espanya                   | Seguiment espacial | 36° 28′ N | 353° 48′ E |         |       |        | 36° 28′ N, 6° 12′ O / 36.467°N,6.200°O     |
| Siraz, Iran                      | Seguiment espacial | 29° 38′ N | 52° 31′ E  |         |       |        | 29° 38′ N, 52° 31′ E / 29.633°N,52.517°E   |
| Curaçao, Netherlands West Indies | Seguiment espacial | 12° 05′ N | 291° 10′ E |         |       |        | 12° 05′ N, 68° 50′ O / 12.083°N,68.833°O   |
| Jupiter, Florida                 | Seguiment espacial | 27° 01′ N | 279° 53′ E |         |       |        | 27° 01′ N, 80° 07′ O / 27.017°N,80.117°O   |
| Haleakala, Hawaii                | Seguiment espacial | 20° 43′ N | 203° 45′ E |         |       |        | 20° 43′ N, 156° 15′ O / 20.717°N,156.250°O |
| Villa Dolores, Argentina         | Space Track        | 31° 57′ N | 294° 54′ E |         |       |        | 31° 57′ N, 65° 06′ E / 31.950°N,65.100°E   |
| Mitaka, Japó                     | Seguiment espacial |           |            |         |       |        |                                            |
| Nani Tal, Índia                  | Seguiment espacial |           |            |         |       |        |                                            |
| Arequipa, Perú                   | Solar, Space Track |           |            |         |       |        |                                            |

## En l'actualitat
En l'actualitat, existeixen més de 300 científics del CfA que es dediquen a un ampli programa d'investigació en astronomia, astrofísica, ciències terrestres i de l'espai, i l'educació científica.
Els esforços pioners de SAO en el desenvolupament d'observatoris orbitals i els grans telescopis amb base a la terra, l'aplicació dels ordinadors als problemes astrofísics, i la integració dels mesuraments de laboratori, l'astrofísica teòrica i observacions de tot l'espectre electromagnètic, han contribuït molt a la nostra comprensió actual de l'univers.
El Observatori Chandra de Raigs X és administrat i operat per SAO de Cambridge, amb la Universitat d'Arizona, SAO també gestiona l'Observatori MMT.

## Directors
- Samuel Pierpont Langley 1890-1906[3]
- Charles Greeley Abbot 1906-1942[3]
- Loyal Blaine Aldrich 1942-1955[3]
- Fred Lawrence Whipple 1955-1973[3]
- George B. Field 1973-actualitat[3]